# سرخرگ بازویی‌سری
سرخرگ بازویی-سری یا شریان براکیوسفالیک (به انگلیسی: Brachiocephalic artery) که تنه بازویی-سری یا سرخرگ بی نام نیز نامیده می‌شود، قطورترین شاخه قوس آئورت بوده که طولش چهار الی پنج سانتیمتر است. در پشت مفصل جناغی-ترقوه‌ای (استرنوکلاویکولار) راست، سرخرگ‌های کاروتید مشترک راست و زیرترقوه ای راست از سرخرگ بازویی-سری جدا می‌گردند. سرخرگ‌های کاروتید مشترک چپ و زیرترقوه‌ای چپ به طور مستقیم از قوس آئورت منشعب می‌شوند.
تنه براکیوسفالیک فاقد هرگونه شاخه‌ای است، ولی گاهی (در ده درصد افراد) شاخه‌ای کوچک به نام سرخرگ تیروئیدی ایما از آن جدا می‌گردد که به ایسموس غده تیروئید می‌رود. سرخرگ تیروئیدی ایما ممکن است از آئورت، سرخرگ‌های سبات مشترک راست، زیرترقوه‌ای یا سینه‌ای داخلی منشعب گردد.

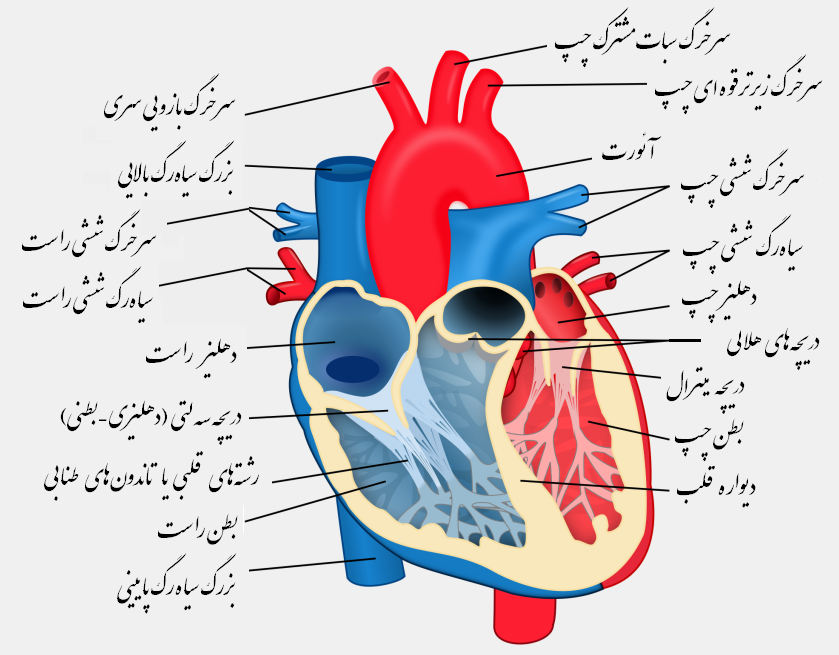
رونگاره و شمای قلب

## نگارخانه

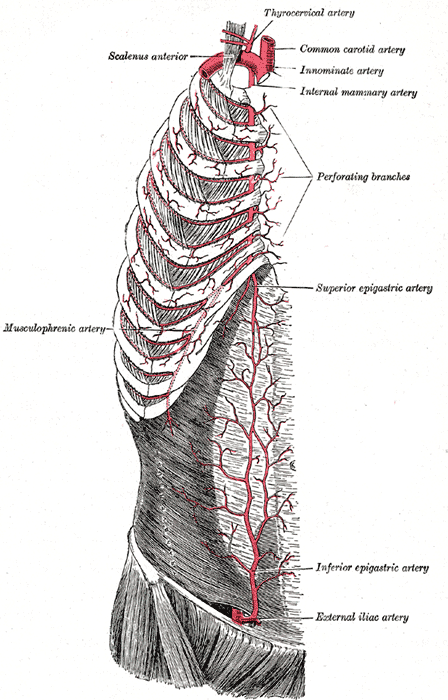
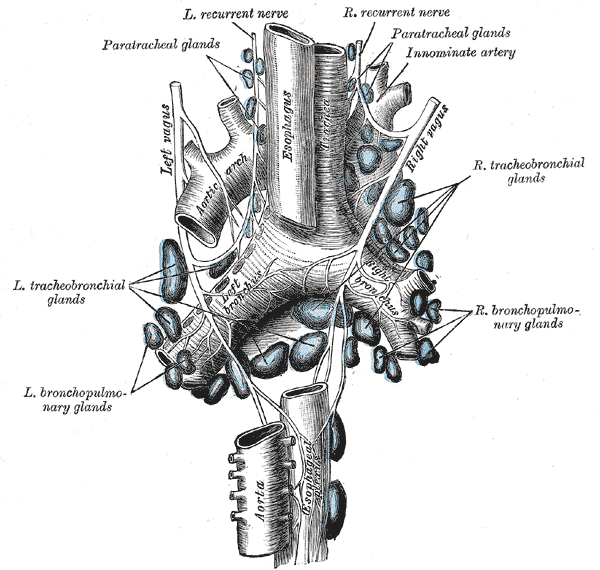
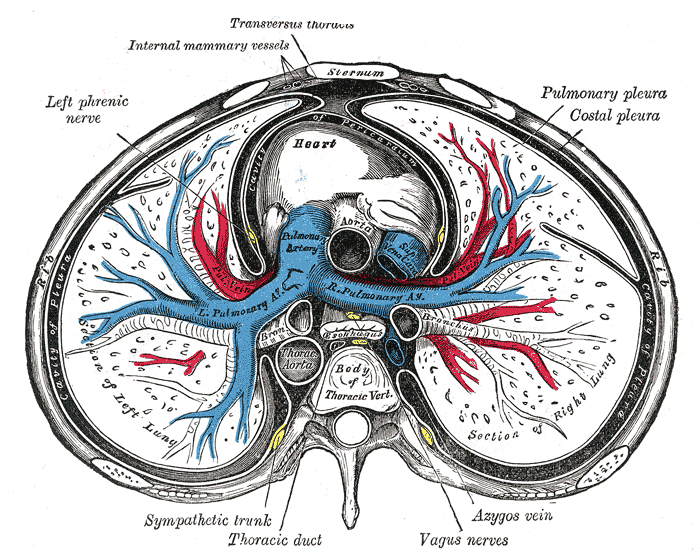
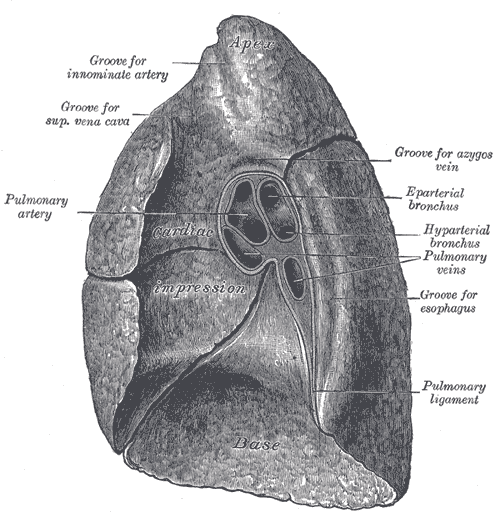
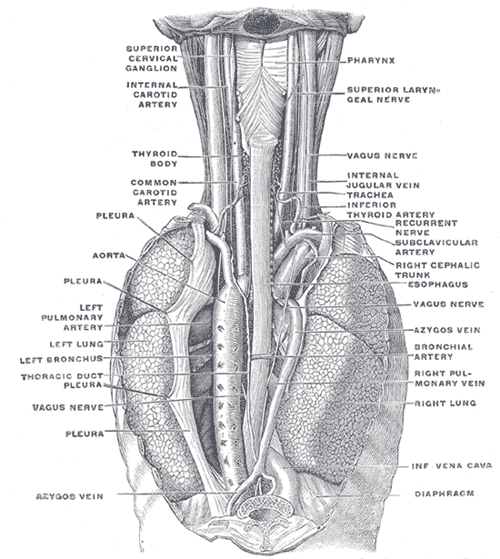
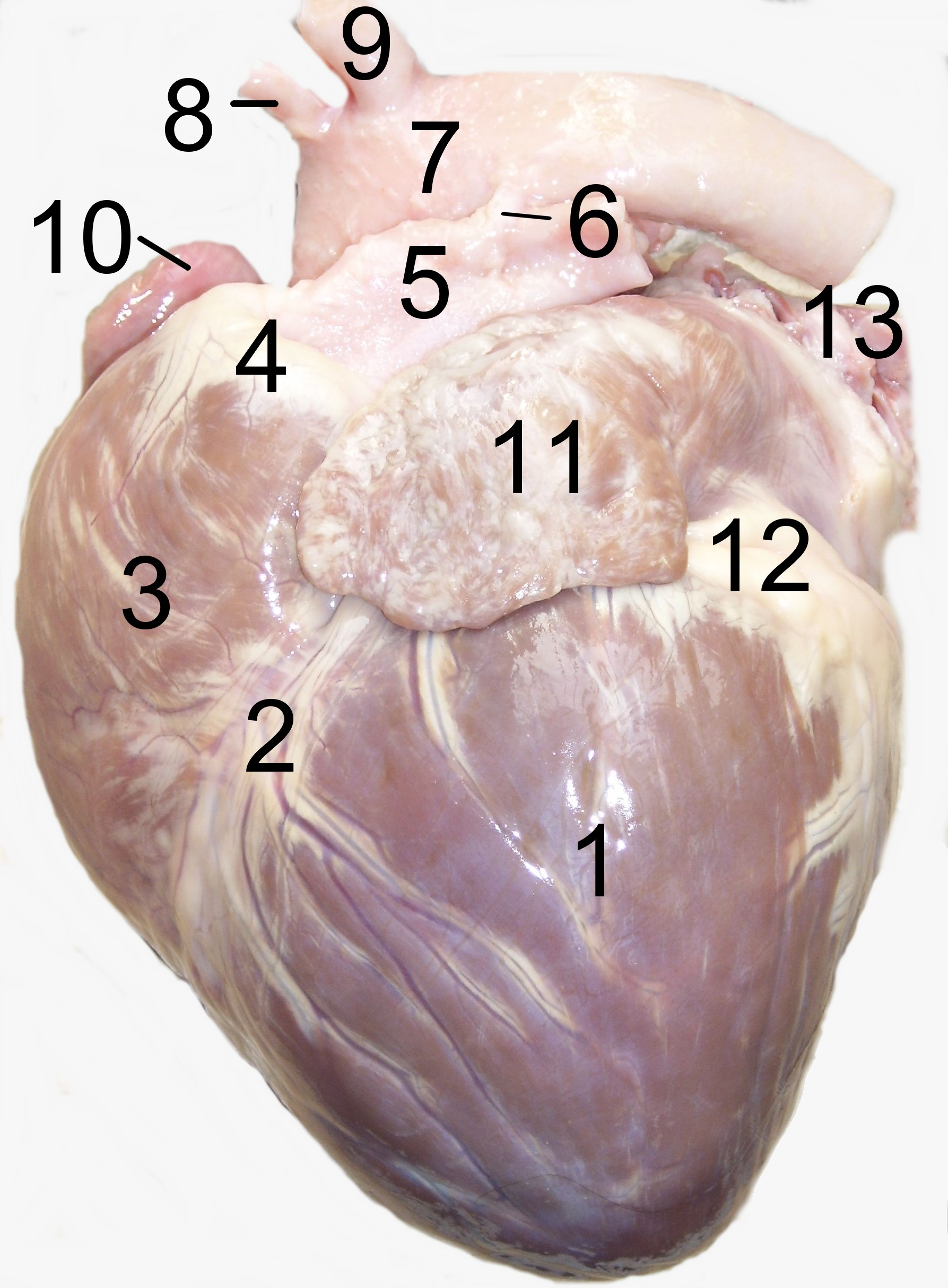
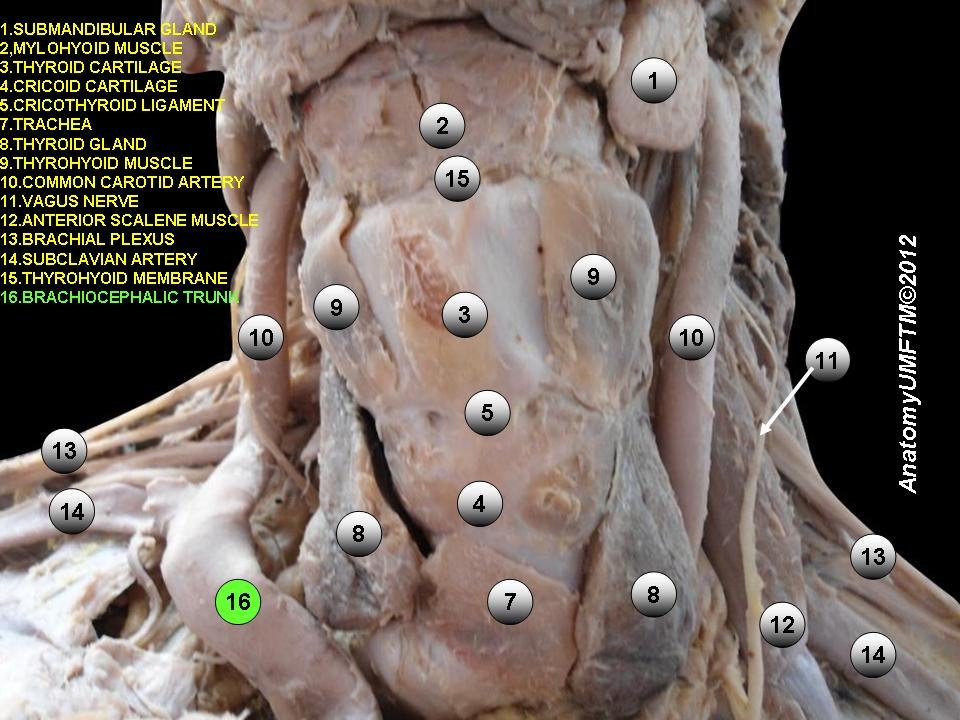
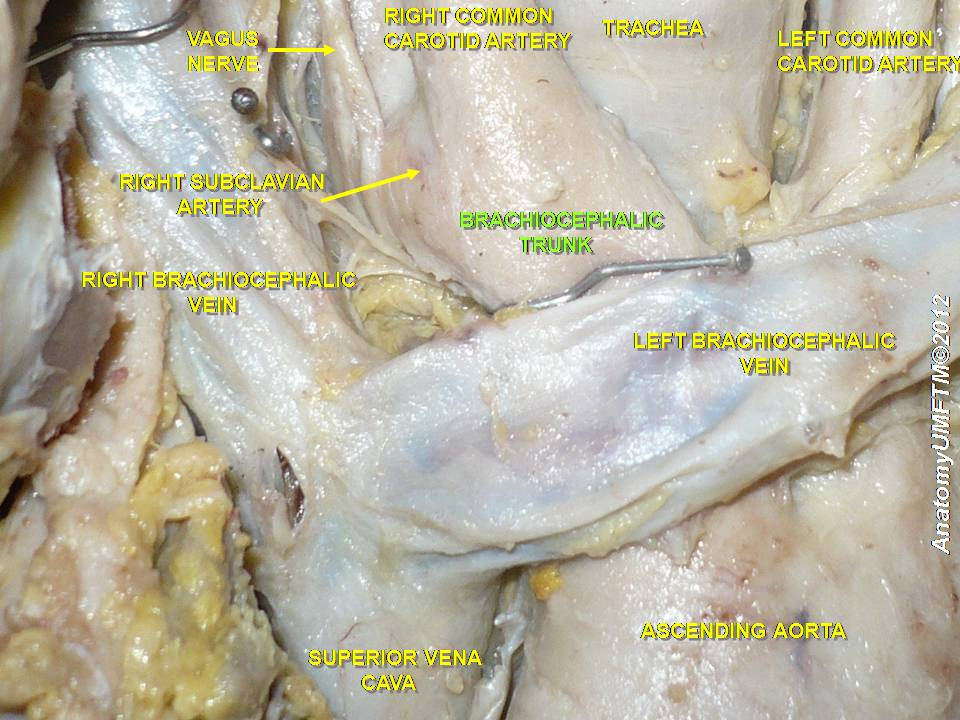